# Fagerhult, Habo kommun
Fagerhult är en tätort i Habo kommun i Jönköpings län, belägen ca 11 km norr om centralorten Habo, vid länsväg 195.
I Fagerhult finns kommunens största företag, AB Fagerhult, som sysslar med belysningsarmatur och vårdrumspaneler och har cirka 3500 anställda i koncernen.
Fagerhult trafikeras av busslinjerna 406 och 115 (Jönköping-Habo-Brandstorp-Hjo). Här har innebandylaget Fagerhult Habo IB huvuddelen av sin verksamhet.

## Befolkningsutveckling
| Befolkningsutvecklingen i Fagerhult, Habo kommun 1970–2020 | Befolkningsutvecklingen i Fagerhult, Habo kommun 1970–2020 | Befolkningsutvecklingen i Fagerhult, Habo kommun 1970–2020 | Befolkningsutvecklingen i Fagerhult, Habo kommun 1970–2020 | Befolkningsutvecklingen i Fagerhult, Habo kommun 1970–2020 |
| ---------------------------------------------------------- | ---------------------------------------------------------- | ---------------------------------------------------------- | ---------------------------------------------------------- | ---------------------------------------------------------- |
|                                                            |                                                            |                                                            |                                                            |                                                            |
| År                                                         |                                                            |                                                            | Folkmängd                                                  | Areal (ha)                                                 |
| 1970                                                       | 1970                                                       |                                                            | 206                                                        |                                                            |
| 1975                                                       | 1975                                                       |                                                            | 243                                                        |                                                            |
| 1980                                                       | 1980                                                       |                                                            | 271                                                        |                                                            |
| 1990                                                       | 1990                                                       |                                                            | 335                                                        | 70                                                         |
| 1995                                                       | 1995                                                       |                                                            | 302                                                        | 75                                                         |
| 2000                                                       | 2000                                                       |                                                            | 332                                                        | 76                                                         |
| 2005                                                       | 2005                                                       |                                                            | 317                                                        | 76                                                         |
| 2010                                                       | 2010                                                       |                                                            | 316                                                        | 76                                                         |
| 2015                                                       | 2015                                                       |                                                            | 307                                                        | 76                                                         |
| 2020                                                       | 2020                                                       |                                                            | 322                                                        | 79                                                         |
| Anm.: Ny tätort 1970                                       |                                                            |                                                            |                                                            |                                                            |